# Lâu đài ở Rabsztyn

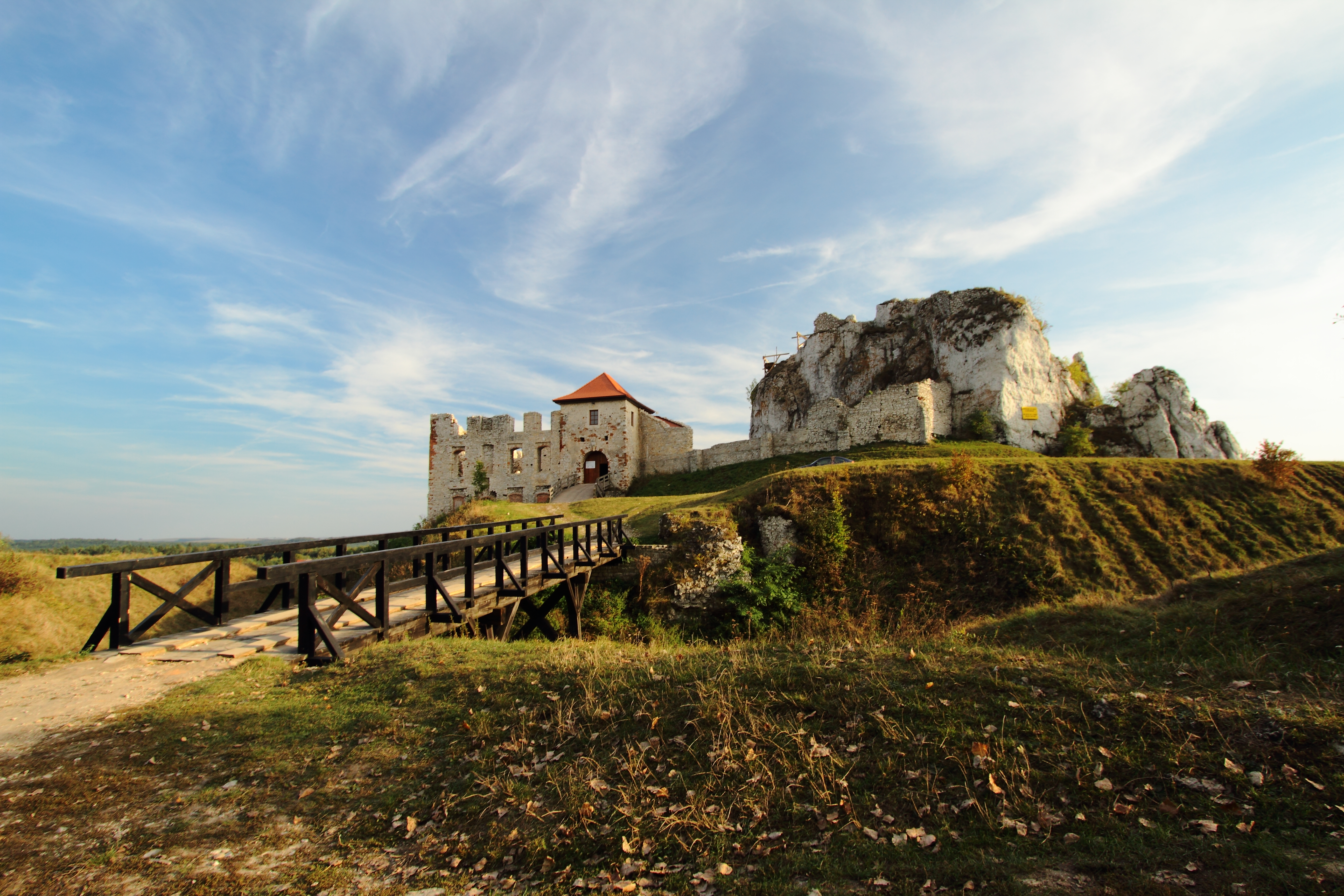
Lâu đài ở Rabsztyn (2012)

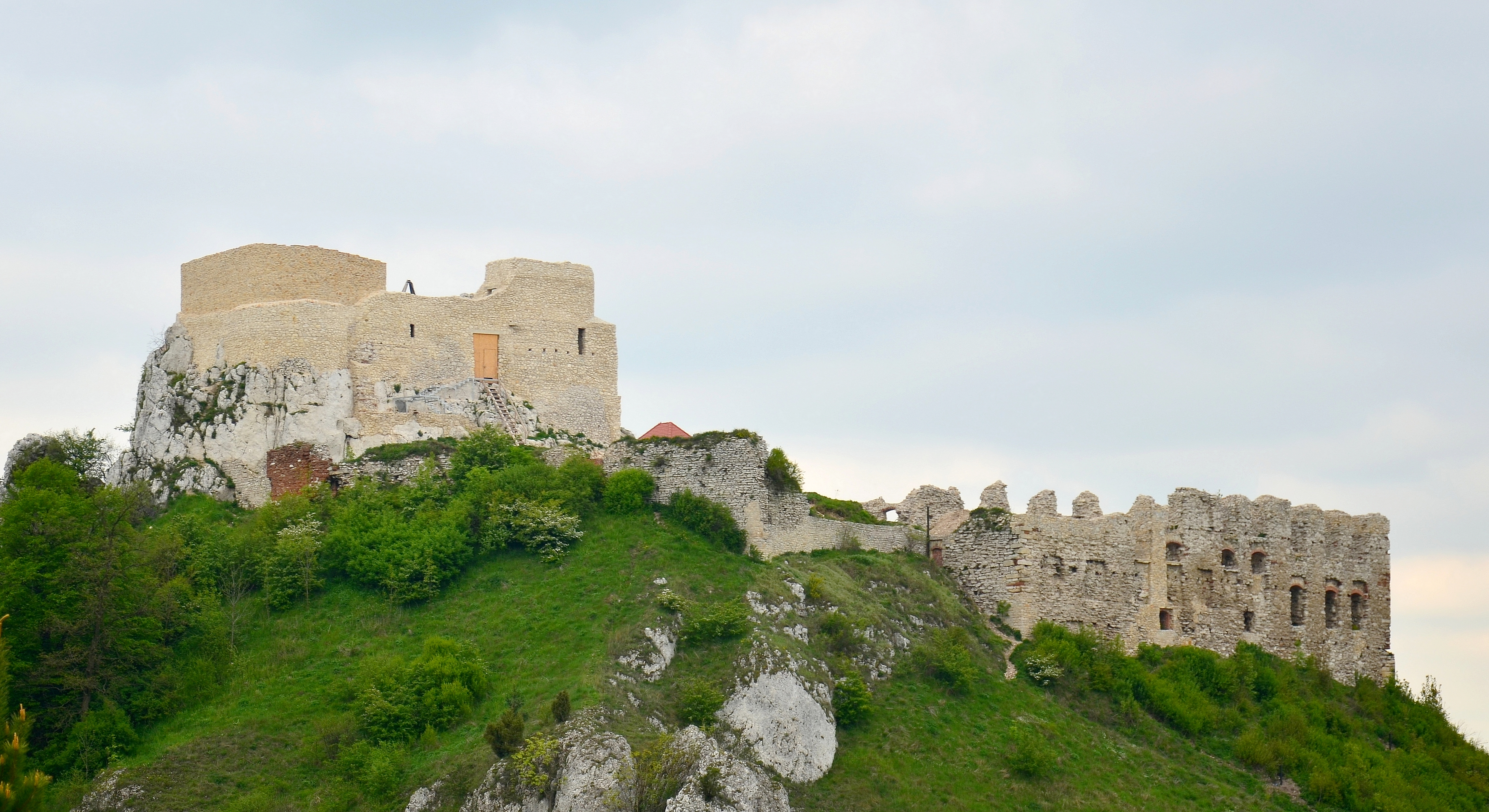
Lâu đài (2014)

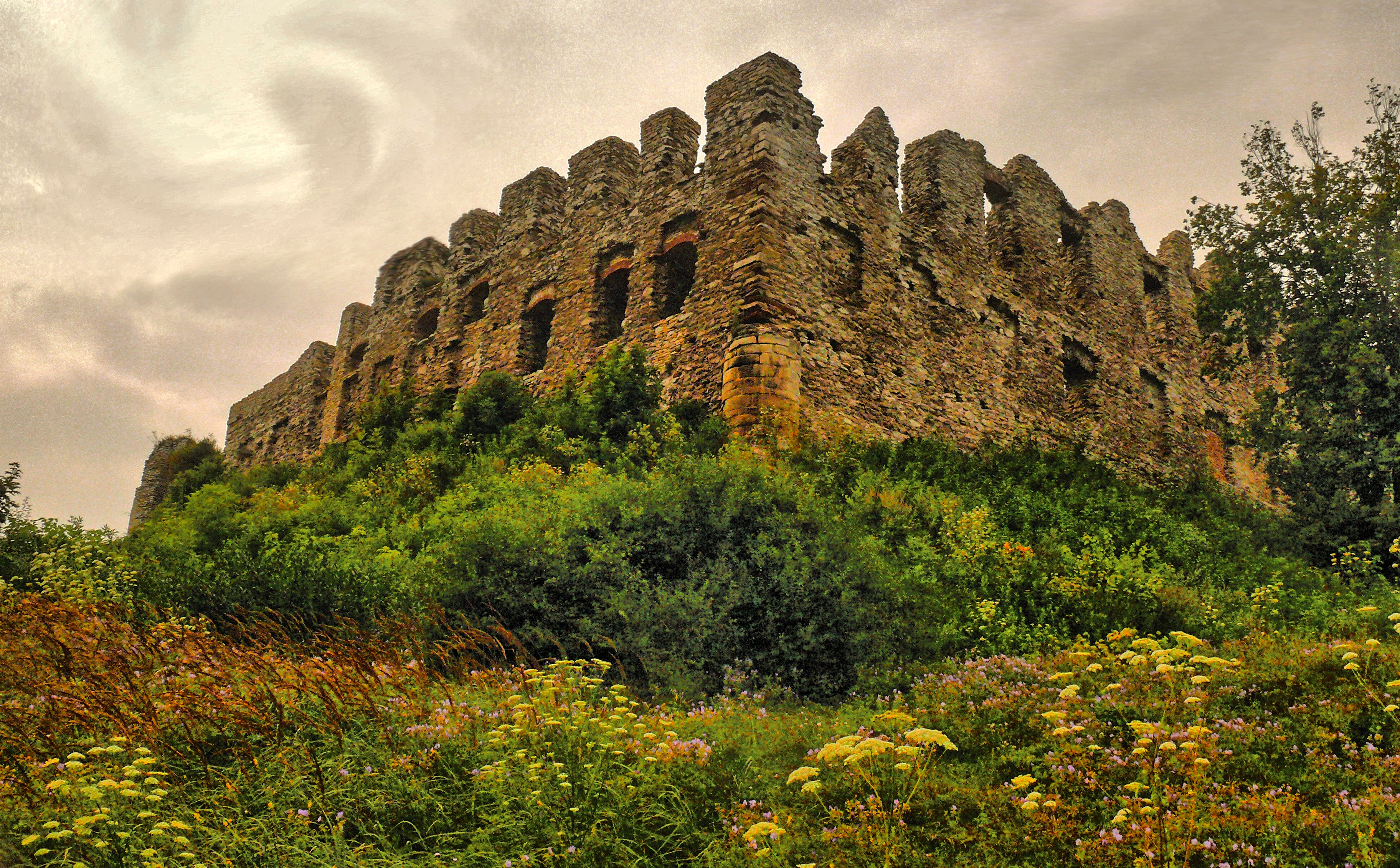
Nhìn từ dưới chân tường

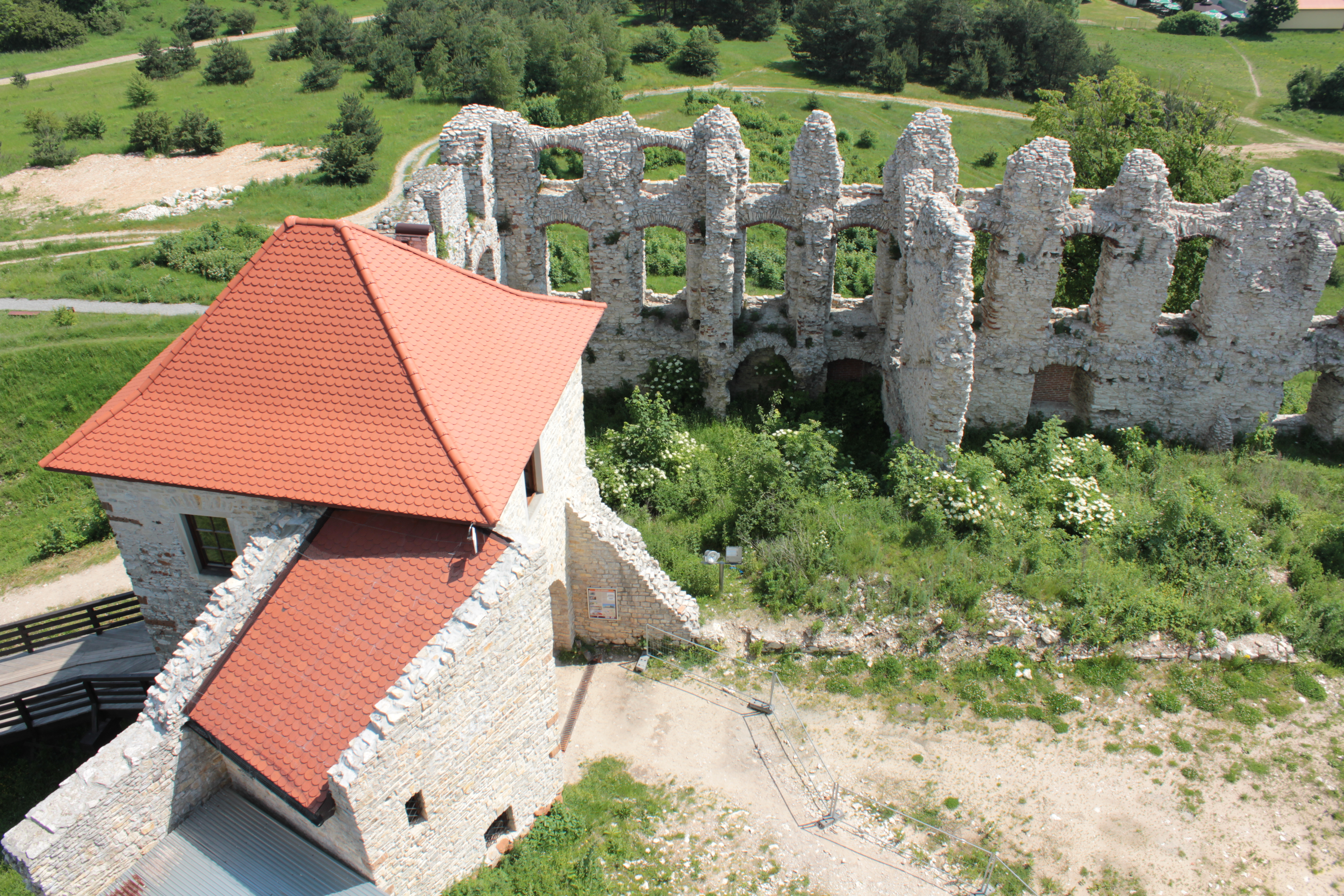
Nhìn xuống từ trên tháp

Lâu đài ở Rabsztyn (tiếng Ba Lan: Zamek w Rabsztynie) là một lâu đài lịch sử có từ thời Trung Cổ, mang phong cách Gothic (hiện nay là một tàn tích) nằm trên một ngọn đồi ở làng Rabsztyn, huyện Olkuski, tỉnh Małopolskie của Ba Lan. Công trình kiến trúc này có tên trong danh sách di tích. Hiện nay, lâu đài là một trong những địa danh thu hút du khách ở địa phương.

## Lịch sử
| Mốc lịch sử                     | Mô tả |
| ------------------------------- | --- |
| Thế kỷ 13                       | Một lâu đài bằng gỗ được đề cập dưới triều đại Kazimierz III của Ba Lan.                                                                 |
| Đầu thế kỷ 17                   | Lâu đài được mở rộng theo phong cách Phục hưng. Lúc bấy giờ, khu phức hợp bao gồm: một ngọn đồi, một bức tường, một tòa tháp và hào sâu. |
| Thời kỳ Đại hồng thủy Thụy Điển | Trong lúc rút lui vào năm 1657, quân đội Thụy Điển cướp bóc và phá hủy lâu đài. Sau đó, lâu đài không được xây dựng lại.                 |
| Từ thế kỷ 19                    | Lâu đài bị bỏ hoang. |
| Cuối thế kỷ 19                  | Những kẻ đi săn kho báu đã cho nổ tung tòa tháp và các bức tường của lâu đài.                                                            |
| Năm 2009                        | Sau quá trình xây dựng và tái thiết một phần, tháp canh và cổng chính của lâu đài được đưa vào sử dụng.                                  |